# ティーホルツォディー
ティーホルツォディー、もしくはティエホルツォディ( Tieholtsodi)は、アメリカ・インディアンのナバホ族の集落に登場する怪物。 遠い過去、人間が創造された直後に、ティーホルツォーディは人々が彼の子供を誘拐した期間大きな洪水を引き起こしたとされる。 

## 伝説
ナバホ族の神話では現在の世界は第五の世界である。最初の世界には最初の男、最初の女、コヨーテがいたが、最初の世界は彼らにとって狭すぎたので彼らは第二の世界に行った。そこには太陽と月になる二人の男がいたのだった。東には黒があり、南には青さ、西には黄色、北には白さがあった。ときおり黒さが強まり、世界を曇らせて夜にした。まもなく色彩はまた輝き出し 、昼を齎した。太陽は最初の女と愛の行為に及ぼうとしたために争いになった。全てを知っていたコヨーテは調停するために、東西南北を呼んだ。彼らは第二の世界は狭すぎるので、最初の女が太陽から離れていられる第三の世界に登った。第三の世界は美しく隅には四つの山があり、麓には湖があった。山の斜面には人々がおり新米者たちは登高の地で山の人々に出会った。彼らは歓迎され、水の怪物ティーホルツォディーがそっとしておかれる限りは全て彼らにとってうまくいくだろうと、告げられた。ところがコヨーテは山の人々の忠告を無視し、大きな湖を見に出かけた。彼は東の湖に行って、ティーホルツォディーの二人の子供を見つけ、彼らがとても可愛らしかったので毛布に包んで家に連れてきてしまった。怪物は世界をくまなく子供を探し歩いた。見つからなかったので、彼は、新米者達と一緒にいるに違いないと思った。彼らを取り返す唯一の方法は、水による彼の力を利用することだった。四つの大海が満たされ、水が上がりはじめた。会議が開かれ、四方の山を動かし国の中央に一つずつ積み上げていくことで大洪水から逃れることに決めた。人々は積み上げた山の頂上に大きな葦を植えた。葦が伸び切ったとき、それは空に達し、第四の世界に突き抜けた。祖先たちと第三の世界で彼らが発見した動物たちは、みな葦のなかを登った。最後に来たのは、洪水に足が濡れたときは警報の声を出すことになっていた七面鳥だった。彼がそうしたとき、彼らは大きな葦のなかを登りはじめた。四番目に、彼らは葦の梢から第四の世界に脱出した。今でさえも、七面鳥は、洪水で洗われたその羽根の箇所を示すために、明るい色の羽根を持っているのだという。